# 深川スポーツセンター

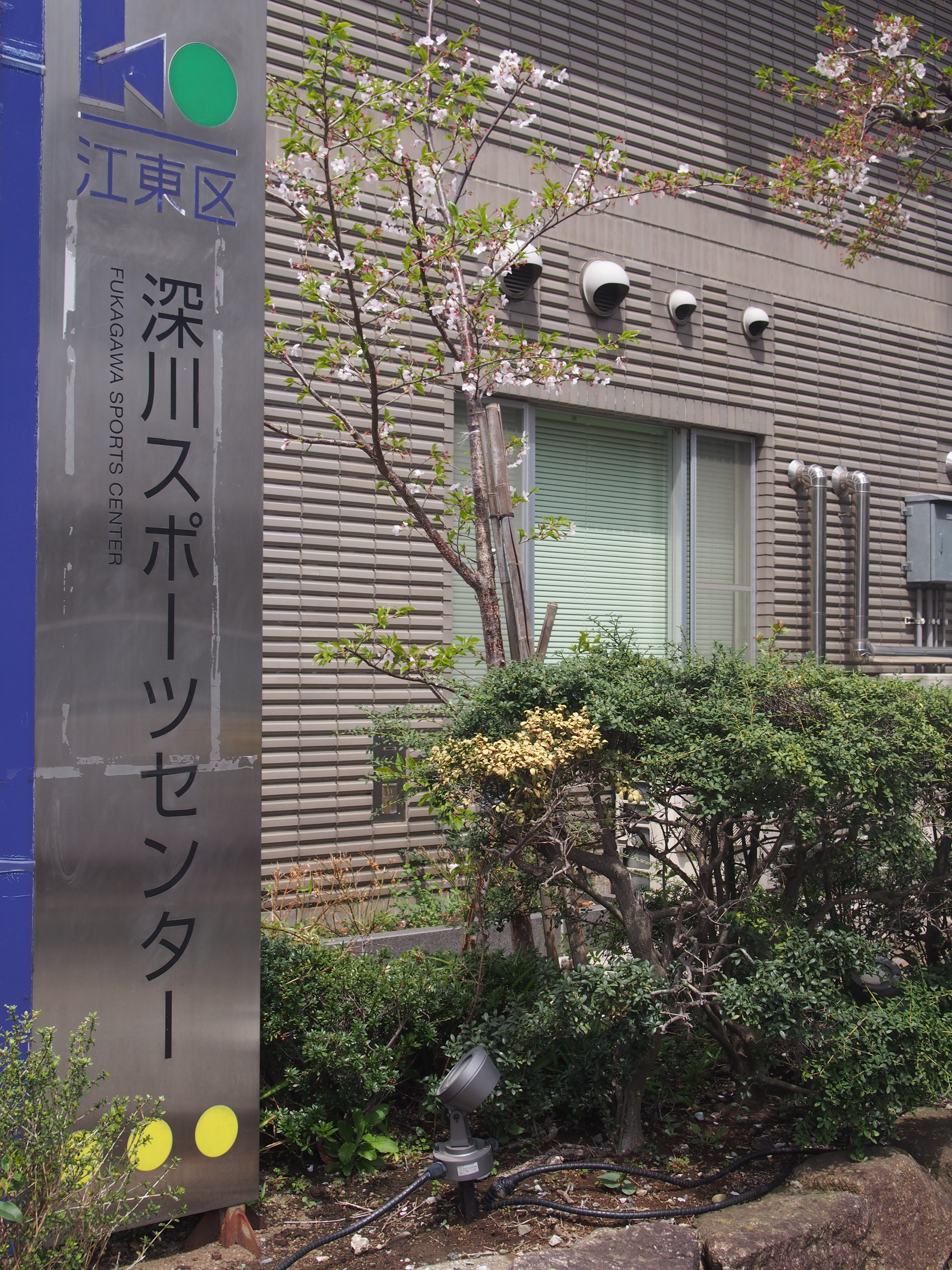
深川スポーツセンター

深川スポーツセンター（ふかがわスポーツセンター）は、東京都江東区越中島一丁目にあるスポーツ施設である。

## 概要
利用可能種目は、アスレチックジム、ウォールクライミング、柔道、合気道、剣道、空手、ダンス、エアロビクス、バスケットボール、バレーボール、バドミントン、卓球、ソフトテニス、各種トレーニングマシーン他多数。
開館時間は9：00 - 21：00。休館日は毎月第2・4月曜日（祝日の場合は、その翌日）・12月28日 - 1月4日。
一部日程を除いて、区外の人も利用できる。有料駐車場有り。

## アクセス
- 都営バス（門33　門19　海01）越中島下車徒歩1分。
- 京葉線（JR東日本）「越中島駅」から徒歩2分。
- 東京メトロ東西線・都営地下鉄大江戸線「門前仲町駅」から徒歩5分

## 周辺施設
- 越中島公園
- 越中島プール